# Relazioni di commutazione
Nella definizione formale della meccanica quantistica ad ogni osservabile del sistema è associato un operatore autoaggiunto, i cui autovalori sono i risultati delle misure fisiche. 
Quando il commutatore {\displaystyle [{\hat {A}},{\hat {B}}]={\hat {A}}{\hat {B}}-{\hat {B}}{\hat {A}}} tra due operatori quantistici ({\displaystyle {\hat {A}}} e {\displaystyle {\hat {B}}}) è nullo è possibile trovare una base di autovettori comune ai due operatori. Dal punto di vista fisico, ciò vuol dire che le due grandezze fisiche possono essere misurate simultaneamente. Il principio di indeterminazione di Heisenberg non è altro che la formulazione di una non commutazione degli operatori impulso e posizione. 
Alle relazioni di commutazione tra gli operatori sono legate anche le quantità conservate del sistema: se, ad esempio un operatore {\displaystyle {\hat {A}}}, che non dipende esplicitamente dal tempo, commuta con l'hamiltoniana {\displaystyle {\hat {H}}}, il suo valor medio è una costante del moto.

## Relazioni di commutazione per alcuni osservabili

### Posizione e impulso
{\displaystyle \left[{\hat {x}}_{i},{\hat {p}}_{j}\right]=i\hbar \delta _{ij}{\hat {1}}} 

### Componenti del momento angolare
{\displaystyle [{\hat {L}}_{i},{\hat {L}}_{j}]=i\hbar \varepsilon _{ijk}{\hat {L}}_{k}}
{\displaystyle [{\hat {L}}^{2},{\hat {L}}_{i}]\,\!=0} 